# Sopwith Triplane

Tekening Sopwith Triplane

De Sopwith Driedekker was een Brits eenpersoons jachtvliegtuig uit de Eerste Wereldoorlog, geproduceerd door de Sopwith Aviation Company. Zijn bijnamen waren de Tripe of de Tripehound.

## Ontwerp
Het ontwerp kwam, net als de Sopwith Pup, de Sopwith Snipe en de Sopwith Camel, van Herbert Smith en had een vergelijkbare romp met die van de Pup. Ook de staart, roer en hoogteroer kwamen overeen met die van de Pup. Aanvankelijk werd hij uitgerust met een 82 kW Clerget 9z 9-cilinder rotatiemotor, maar al snel werd een 97 kW Clerget 9B gebruikt.

## In dienst
Het toestel werd in gebruik genomen in november 1916 door de Royal Naval Air Service en de Franse Marine en er zijn er in totaal 152 gebouwd. De toestellen waren wendbaarder en konden sneller klimmen dan vroegere dubbeldekkers, maar waren tijdens duikvluchten langzamer dan Duitse vliegtuigen uit die tijd. Het toestel was erg comfortabel en gemakkelijk te vliegen met een effectieve en uitgebalanceerde besturing. In tegenstelling tot de latere Sopwith Camel kon het toestel zo getrimd worden dat het zonder handen kon worden gevlogen. De bewapening bestond meestal uit een enkele, gesynchroniseerde Vickers mitrailleur, er werden echter ook zes toestellen uitgerust met dubbele mitrailleurs.
De Tripe werd onder meer gevlogen door de aas Raymond Collishaw. Hij behaalde 33 overwinningen in deze driedekker, meer dan enige andere piloot in dit toestel.
Na minder dan een jaar werden de driedekkers uit dienst gehaald en vervangen door Sopwith Camels. De Duitsers waren zo onder de indruk van dit toestel dat een bemachtigd exemplaar de inspiratie vormde voor de latere Fokker Dr.1.

### Landen in dienst
- Frankrijk (6)
- Rusland (1)
- Verenigd Koninkrijk
- Verenigde Staten (1)

## Naslagwerken
- (en)  Bruce, J. M. Aircraft Profile No. 73: The Sopwith Triplane. Profile Publications Ltd, 1965
- (en)  Franks, Norman Sopwith Triplane Aces of World War I (Aircraft of the Aces No. 62). Oxford: Osprey Publishing, 2004 ISBN 1-84176-728-X